# Helmstedter Straße 55 (Magdeburg)

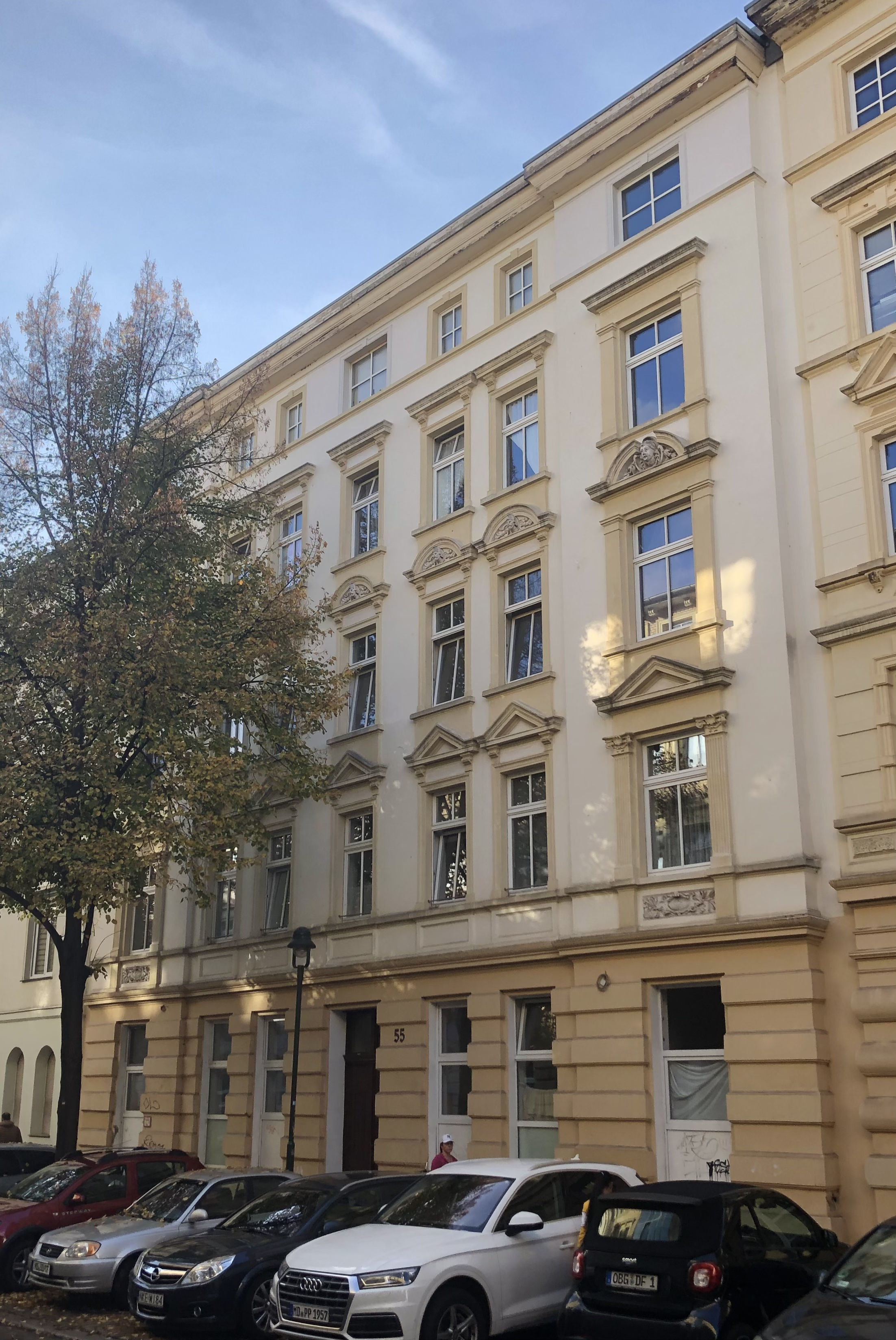
Haus Helmstedter Straße 55 im Jahr 2022

Helmstedter Straße 55 ist ein denkmalgeschütztes Wohnhaus im Magdeburger Stadtteil Sudenburg in Sachsen-Anhalt.

## Lage
Das Gebäude befindet sich auf der Westseite der Helmstedter Straße. Es gehört auch zum Denkmalbereich Helmstedter Straße 5–13, 53–55, 57–61. Nördlich grenzt das gleichfalls denkmalgeschützte Haus Helmstedter Straße 54 an.

## Architektur und Geschichte
Der viereinhalbgeschossige verputzte Bau wurde im späten 19. Jahrhundert errichtet. Die siebenachsige Fassade ist im Stil der Neorenaissance ausgeführt. Am Erdgeschoss befindet sich eine Rustizierung. Im ersten und zweiten Obergeschoss sind die Fensteröffnungen von Giebeln überspannt. Diese sind im ersten Obergeschoss als Dreiecks-, im zweiten als Segmentbogengiebel angelegt. Die Segmentbögen sind mit aus Stuck gearbeiteten Porträtköpfen verziert. Die jeweils äußeren Achsen treten als flache Risalite hervor. 
Im örtlichen Denkmalverzeichnis ist das Wohnhaus unter der Erfassungsnummer 094 82055 als Baudenkmal verzeichnet.
Das Gebäude gilt als Bestandteil der gründerzeitlichen Straßenbebauung als städtebaulich und stadtgeschichtlich bedeutend.